# Pelestrov

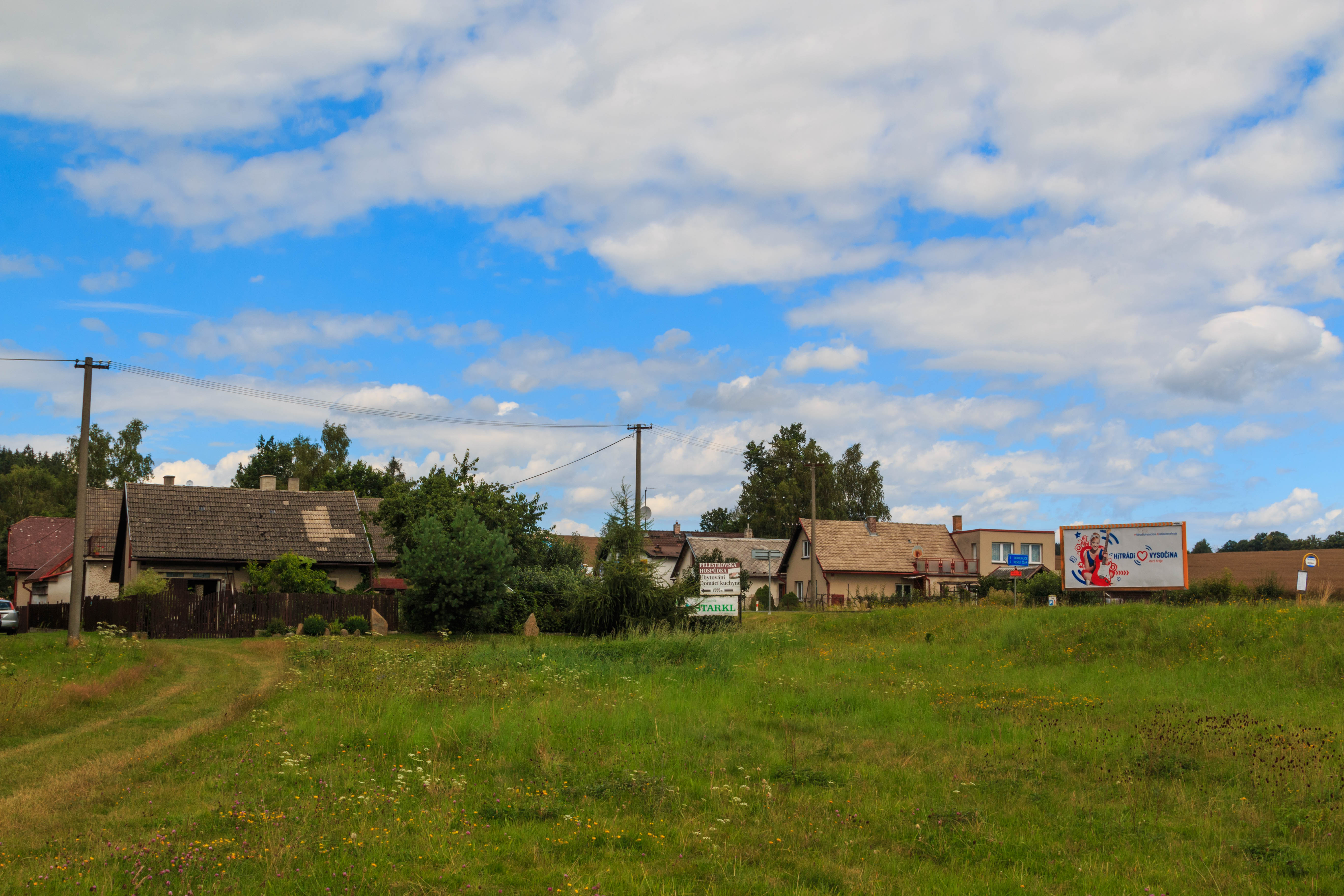
Ortsansicht

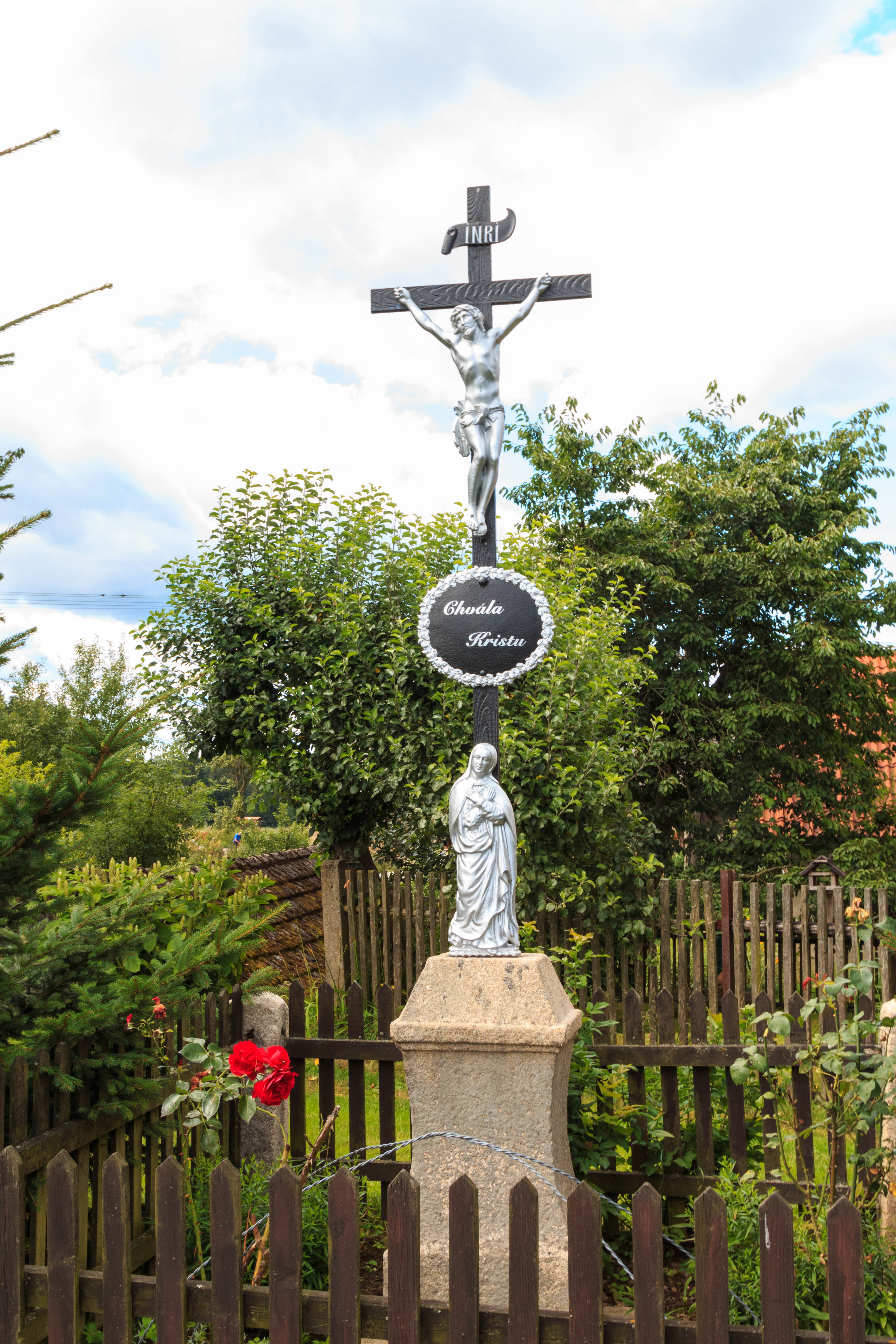
Kreuz in Pelestrov

Pelestrov (deutsch Pelestrow) ist eine Grundsiedlungseinheit der Gemeinde Knyk in Tschechien. Sie liegt vier Kilometer nördlich des Stadtzentrums von Havlíčkův Brod und gehört zum Okres Havlíčkův Brod.

## Geographie
Pelestrov befindet sich am Hang linksseitig über dem Bach Rozkošský potok in der Hornosázavská pahorkatina (Hügelland an der oberen Sázava). Durch das Dorf verläuft die Staatsstraße I/38 zwischen Havlíčkův Brod und Habry. Nördlich erhebt sich der V Kopci (542 m n.m.), im Osten der Kopec (535 m n.m.) und westlich die Lána (526 m n.m.).
Nachbarorte sind Červený Důl und Zbožice im Norden, Karlov und Knyk im Nordosten, Český Dvůr im Osten, Rozňák im Südosten, Kotlasův Dvůr im Süden, Černý Les, Horní Chlístov und Dolní Chlístov im Südwesten, das Jägerhaus Pelestrov und Veselý Žďár im Westen sowie Lučice, Chlum und Radostín im Nordwesten.

## Geschichte
Nach der Gründung der Stadt Brod Smilonis wurde in der Mitte des 13. Jahrhunderts in deren Weichbild in ein bis zwei Kilometern Entfernung ein Gürtel von landwirtschaftlichen Einzelhöfen der Broder Bürger angelegt. Die Bewirtschaftung der Höfe erfolgte nicht durch die Bürger selbst, sondern durch freie Erbpächter, die dafür einen festen Schoss zahlten. Die Höfler  waren anfänglich ganz freie Bauern und wurden im 14. Jahrhundert unter Befreiung von fast allen Verpflichtungen der Grundobrigkeit untertänig. Im Gegensatz zu den böhmischen Freihöfen waren die Höfler nicht landtäflig belehnt, sie standen mit den Eigentümern in einem erblichen emphyteutischen Verhältnis. Die Rechtsstellung der Höfler ist vergleichbar mit den Künischen Freibauern, nirgends sonst im Königreich Böhmen lagen die Freihöfe in einer solchen Dichte wie um Brod Smilonis. Es wird angenommen, dass die in Sichtweite der Bergstadt befindlichen Höfe zugleich auch deren Schutz und zur Warnung vor herannahenden feindlichen Truppen dienten. Die Höfe Pelestrov, Rožnak und Kotlasovy dvory lagen an der Straße nach Čáslav.
Nachdem die Stadt Deutschbrod 1422 von den Hussiten unter Jan Žižka erobert und zerstört worden war, bemächtigte sich Nikolaus Trčka von Lípa der Stadtgüter und schlug sie seiner Burg Lipnitz zu. Nach der Wiederbesiedlung von Deutschbrod mit tschechischer Bevölkerung erhielt die Stadt nur einen geringen Teil der Höfler zurück. Die übrigen Höfler machte er seinen Meierhöfen Chlístov und Klanečná untertänig. Im Jahre 1496 kam es zu einer Rebellion der Höfler, die ihre alten Rechte wiederhergestellt haben wollten. Nach dem Tod von Nikolaus Trčka von Lípa wurde die Herrschaft in der Zeit zwischen 1559 und 1561 aufgeteilt; das Gut Světlá mit der Stadt Chotěboř und den Städtchen Smrdov, Habry, Bělá und Dolní Město einschließlich etwa 70 Dörfern und den Höfen Pelestrov, Okrouhlice, Chlístov und Bobrkov fiel Burian Trčka von Lípa zu. Im Jahre 1562 erwarb Franz von Thurn und Valsassina die Herrschaft Deutschbrod, die Rychta der Höfler wurde dabei von den Deutschbroder Stadtrechten abgetrennt und der Herrschaft Světlá zugeordnet. Im Urbar der Herrschaft Světlá von 1591 wird der Hof Pelestrov nicht mehr unter den, dem Höfler-Rychtář in Veselice unterstehenden Höfe um Deutschbrod aufgeführt – er war verwüstet und unbewirtschaftet.
Nach der Ermordung von Adam Erdmann Trčka von Lípa konfiszierte Kaiser Ferdinand II. am 29. März 1634 dessen Güter und die seines Vaters Jan Rudolf. Ferdinand II. ließ die Herrschaft Světlá in landtäflige Güter zerstückeln und verkaufte sie Günstlingen. Die 24 Höfler der Rychta Dvořáci wurden zusammen mit den Dörfern Poděbaby und Veselice dem Gut Okrouhlice zugeordnet. Im Okrouhlicer Urbar von 1668 findet sich auch der Herrenhof Pelestrov; er war wiederaufgebaut und bildete eine eigene Rychta, dem Hof waren auch einige untertänige Handwerker aus Deutschbrod abgabepflichtig.
1708 erwarb Johann Peter Straka von Nedabylic und Libčan das Gut Okrouhlice von Michael Achatius von Kirchner. Straka verfügte in seinem 1710 niedergelegten Testament die Errichtung der Straka-Stiftung zur Errichtung einer adeligen Ritterakademie für junge verarmte Adelige. In diese flossen neben seinem Gütern Okrauhlitz, Liebtschan und Ober Weckelsdorf, auch ein Barvermögen von 38.542 Gulden ein. Nach dem Erlöschen des Grafengeschlechts Straka von Nedabylic wurden die drei Güter ab 1771 als Graf Straka Gestift verwaltet. Da die Straka-Akademie nicht zustande gekommen war, wurde 1782 auf Anordnung des Kaisers Joseph II. aus dem Ertrag der drei Güter ein jährliches Stipendium für studierende böhmische Jünglinge adeligen Standes in sämtlichen k. k. Erblanden ausgelobt. Der Meierhof Pelestrov wurde 1784 emphyteutisiert. 1787 standen in Pelestrow fünf Häuser. 1792 wurden die drei Stiftungsgüter unter die Oberverwaltung des böhmisch-ständischen Landesausschusses gestellt.
Im Jahre 1840 bestand die im Caslauer Kreis gelegene und nach Lustigsaar konskribierte Einschicht Pelestrow aus 5 Häusern, darunter einem obrigkeitlichen Jägerhaus. Pelestrow war Sitz eines der beiden Forstreviere des Gutes Okrauhlitz. Das Meierhofsgebäude mit seinen Gründen war verpachtet. Pfarrort war Lutschitz. Bis zur Mitte des 19. Jahrhunderts blieb Pelestrow dem Stiftungsgut Okrauhlitz untertänig.
Nach der Aufhebung der Patrimonialherrschaften bildete Pelestrov ab 1849 einen Ortsteil der Gemeinde Veselý Žďár im Gerichtsbezirk Deutschbrod. Ab 1868 gehörte die Ansiedlung zum Bezirk Deutschbrod. In den 1950er Jahren wurde Pelestrov nach Knyk umgemeindet, das abseits gelegene Forsthaus verblieb bei Veselý Žďár. Am 30. April 1976 erfolgte die Zwangseingemeindung von Knyk mit seinen Ortsteilen nach Havlíčkův Brod. Seit dem 24. November 1990 besteht die Gemeinde Knyk wieder. Beim Zensus von 2011 hatte Pelestrov 16 Einwohner.

## Ortsgliederung
Die Grundsiedlungseinheit Pelestrov gehört zum Ortsteil Rozňák und ist Teil des Katastralbezirkes Knyk.

## Sehenswürdigkeiten
- Gusseisernes Kreuz